# Dorfkirche Altbrandsleben

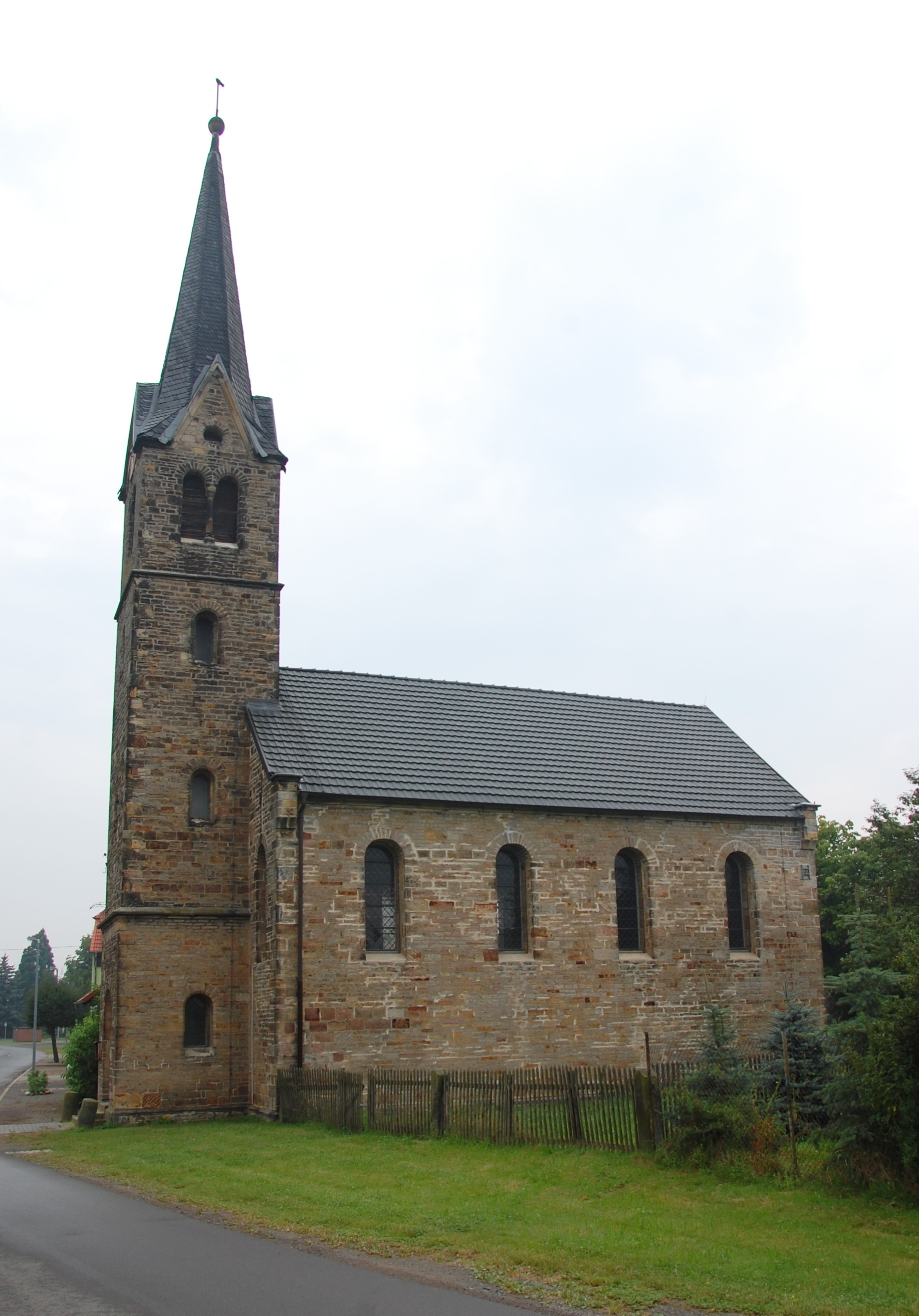
Dorfkirche Altbrandsleben

Die Dorfkirche Altbrandsleben ist eine evangelische Kirche im zur Stadt Oschersleben gehörenden Ortsteil Altbrandsleben in Sachsen-Anhalt.

## Lage
Die Kirche liegt auf der Ostseite der Straße An der Schmiedebreite im Ortszentrum von Altbrandsleben.

## Architektur und Geschichte
Die im örtlichen Denkmalverzeichnis eingetragene Kirche entstand im Jahr 1864 aus Bruchsteinen im Stil der Neoromanik. Der schlanke Kirchturm befindet sich westlich des Kirchenschiffs und ist zum Teil in das Schiff eingezogen. Bedeckt wird der auf einem quadratischen Grundriss stehende Turm von einem Spitzhelm. Das Kirchenschiff ist langgestreckt, am Ostende befindet sich die Apsis. Der Zugang zur Kirche befindet sich auf der Westseite. Die zweiflügelige Kirchentür ist mit aufwendigen Beschlägen versehen und stammt aus der Bauzeit der Kirche.